# Oberliga Ouest
L’Oberliga Ouest (Oberliga West en allemand) est une ligue ouest-allemande de football, créée  en 1947 lors de la réorganisation des compétitions d'après-guerre, et organisée jusqu'en 1963. Sur cette période, cette compétition représente le premier échelon du football ouest-allemand pour les clubs affiliés à la Westdeutscher Fußball-und Leichtathletikverband (WFLV), c'est-à-dire ceux situés dans le Land de Rhénanie-du-Nord-Westphalie, puisque, annuellement, son champion et son vice-champion disputent le titre national lors d’une phase finale où ils retrouvent également les qualifiés des trois autres Oberligen (Nord, Sud-Ouest et Sud) et de la Stadtliga Berlin.
Lors de la création de la Bundesliga en 1963, l’Oberliga Ouest disparaît. Cinq de ses clubs sont sélectionnés pour rejoindre la nouvelle élite du football ouest-allemand : le 1. FC Cologne, le Borussia Dortmund, le Meidericher SV, SC Preußen Münster et le FC Schalke 04. Les autres équipes rejoignent le deuxième échelon du football ouest-allemand nouvellement créé, la Regionalliga.

## Histoire

### Fondateurs de l’Oberliga Ouest
Dans la zone d'occupation britannique, le 23 août 1946, est créé le land de Rhénanie-du-Nord-Westphalie. Entre-temps, malgré la directive n° 23, qui dissout toutes les associations sportives existant sous le régime nazi, les anciennes ligues régionales sportives, et notamment de football, reprennent, à savoir en Rhénanie-du-Nord-Westphalie les ligues de Westphalie, de Basse-Rhénanie et de Rhénanie moyenne. À la suite de la création du Westdeutscher Fußball-und Leichtathletikverband (WFLV) le 6 mai 1947, c'est sur la base de ces ligues que sont désignés, en 1947, les douze clubs fondateurs de l'Oberliga : les quatre meilleures équipes de la ligue de Westphalie, les trois meilleures de Basse-Rhénanie et les trois meilleures de Rhénanie moyenne, ainsi que les deux meilleures d'un tournoi de qualification disputé entre les équipes non encore qualifiées. Après divers reports de match dus à un hiver rude, le TSG Vohwinkel se voit attribuer a posteriori des points supplémentaires, qui le qualifient pour le tournoi de qualification à l'Oberliga, alors même que celui-ci a déjà été disputé. Afin d'éviter de faire rejouer l'intégralité du tournoi, le TSG Vohwinkel est également intégré en tant que treizième équipe.
| Westfalen | Niederrhein | Mittelrhein                                                                               |
| --- | --- | ----------------------------------------------------------------------------------------- |
| - BV 09 Borussia Dortmund Champion - FC Schalke 04 Vice-champion - STV Horst-Emscher - SpVgg Erkenschwick - VfL Witten | - SC Rot-Weiss Oberhausen Champion - Fortuna Düsseldorf Vice-champion - Sportfreunde Katernberg - SV Hamborn 07 - TSG Vohwinkel | - VfR Köln 04 rrh. Champion - Alemannia Aix-la-Chapelle Vice-champion - Preußen Dellbrück |

### Relégation
La relégation vers l’étage inférieur fait parfois l’objet d’un tour final entre les équipes les moins bien classées. Ainsi, lors de certaines saisons, des clubs assurent leur maintien au détriment d’équipes mieux classées lors de la phase classique de la compétition.
À partir de la saison 1949-1950, la Westdeutscher Fußball-und Leichtathletikverband (WFLV) instaure la 2. Oberliga West directement sous l'Oberliga avec un principe de montée-descente entre les deux ligues.

## Palmarès et statistiques

### Palmarès
L'Oberliga Ouest a été essentiellement dominée par deux clubs : le Borussia Dortmund et le 1. FC Cologne, qui remportent respectivement six et cinq des seize championnats. Le tableau suivant présente, pour chaque saison, le champion, le vice-champion et, le cas échéant, les autres clubs également qualifiés pour la phase finale du championnat d'Allemagne.
| Saison    | Champion                  | Vice-champion           | Autres qualifiés                         |
| --------- | ------------------------- | ----------------------- | ---------------------------------------- |
| 1947-1948 | Borussia Dortmund (1)     | Sportfreunde Katernberg | STV Horst-Emscher 3e, SV Hamborn 07 4e   |
| 1948-1949 | Borussia Dortmund (2)     | Rot-Weiss Essen         |                                          |
| 1949-1950 | Borussia Dortmund (3)     | SC Preußen Delbrück     | Rot-Weiss Essen 3e, STV Horst-Emscher 4e |
| 1950-1951 | FC Schalke 04 (1)         | SC Preußen Münster      |                                          |
| 1951-1952 | Rot-Weiss Essen (1)       | FC Schalke 04           |                                          |
| 1952-1953 | Borussia Dortmund (4)     | 1. FC Cologne           |                                          |
| 1953-1954 | 1. FC Cologne (1)         | Rot-Weiss Essen         |                                          |
| 1954-1955 | Rot-Weiss Essen (2)       | SV Sodingen             |                                          |
| 1955-1956 | Borussia Dortmund (5)     | FC Schalke 04           |                                          |
| 1956-1957 | Borussia Dortmund (6)     | Duisburger SpV          |                                          |
| 1957-1958 | FC Schalke 04 (2)         | 1. FC Cologne           |                                          |
| 1958-1959 | SC Westfalia 05 Herne (1) | 1. FC Cologne           |                                          |
| 1959-1960 | 1. FC Cologne (2)         | SC Westfalia 05 Herne   |                                          |
| 1960-1961 | 1. FC Cologne (3)         | Borussia Dortmund       |                                          |
| 1961-1962 | 1. FC Cologne (4)         | FC Schalke 04           |                                          |
| 1962-1963 | 1. FC Cologne (5)         | Borussia Dortmund       |                                          |

### Classements
| Club                               | Participations | 1948 | 1949 | 1950 | 1951 | 1952 | 1953 | 1954 | 1955 | 1956 | 1957 | 1958 | 1959 | 1960 | 1961 | 1962 | 1963 |
| ---------------------------------- | -------------- | ---- | ---- | ---- | ---- | ---- | ---- | ---- | ---- | ---- | ---- | ---- | ---- | ---- | ---- | ---- | ---- |
| BV 09 Borussia Dortmund            | 16             | 1    | 1    | 1    | 3    | 4    | 1    | 5    | 4    | 1    | 1    | 5    | 5    | 3    | 2    | 8    | 2    |
| FC Schalke 04                      | 16             | 6    | 12   | 6    | 1    | 2    | 6    | 3    | 5    | 2    | 4    | 1    | 11   | 4    | 3    | 2    | 6    |
| TSV Alemannia 1900 Aix-la-Chapelle | 16             | 9    | 8    | 12   | 15   | 3    | 5    | 9    | 11   | 3    | 5    | 3    | 10   | 9    | 8    | 11   | 5    |
| SC Preußen Münster                 | 15             |      | 4    | 8    | 2    | 7    | 7    | 4    | 9    | 12   | 13   | 6    | 7    | 10   | 9    | 7    | 4    |
| SC Preußen Delbrück                | 15             | 11   |      | 2    | 8    | 9    | 8    | 13   | 10   | 14   | 12   | 9    | 14   | 7    | 10   | 10   | 8    |
| 1. FC Cologne                      | 14             |      |      | 5    | 4    | 5    | 2    | 1    | 7    | 7    | 3    | 2    | 2    | 1    | 1    | 1    | 1    |
| Fortuna Düsseldorf                 | 14             | 7    | 11   |      | 5    | 12   | 9    | 10   | 6    | 6    | 6    | 8    | 3    | 15   |      | 9    | 13   |
| Rot-Weiss Essen                    | 14             |      | 2    | 3    | 6    | 1    | 3    | 2    | 1    | 5    | 8    | 7    | 6    | 6    | 15   |      |      |
| SV Hamborn 07                      | 11             | 4    | 6    | 9    | 7    | 16   |      |      |      | 16   |      | 16   |      | 12   | 7    | 12   | 12   |
| Borussia München-Gladbach          | 11             |      |      |      | 14   |      | 14   | 12   | 14   | 11   | 16   |      | 13   | 14   | 6    | 13   | 11   |
| Meidericher SV                     | 11             |      |      |      |      | 8    | 4    | 11   | 15   |      | 7    | 4    | 8    | 8    | 11   | 5    | 3    |
| Duisburger SpV                     | 11             |      |      | 10   | 16   |      |      |      | 8    | 4    | 2    | 10   | 9    | 5    | 13   | 16   |      |
| SC Rot-Weiss Oberhausen            | 10             | 5    | 5    | 11   | 13   |      |      |      |      |      |      | 11   | 12   | 13   | 4    | 3    | 10   |
| SC Westfalia 05 Herne              | 9              |      |      |      |      |      |      |      | 13   | 13   | 11   | 12   | 1    | 2    | 5    | 6    | 14   |
| SV Sodingen                        | 9              |      |      |      |      |      | 11   | 14   | 2    | 9    | 14   | 13   | 15   |      | 14   | 15   |      |
| Schwarz-Weiss Essen                | 9              |      |      |      |      | 11   | 13   | 6    | 12   | 8    | 15   |      |      | 16   |      | 4    | 7    |
| STV Horst-Emscher                  | 8              | 3    | 3    | 4    | 10   | 13   | 12   | 16   |      |      |      |      | 16   |      |      |      |      |
| VfL Bochum                         | 7              |      |      |      |      |      |      | 8    | 16   |      | 10   | 14   | 4    | 11   | 16   |      |      |
| SpVgg Erkenschwick                 | 6              | 8    | 9    | 7    | 11   | 14   | 16   |      |      |      |      |      |      |      |      |      |      |
| SV Bayer 04 Leverkusen             | 6              |      |      |      |      | 6    | 10   | 7    | 3    | 15   |      |      |      |      |      |      | 9    |
| Sportfreunde Katernberg            | 5              | 2    | 13   |      | 12   | 10   | 15   |      |      |      |      |      |      |      |      |      |      |
| Wuppertaler SV                     | 4              |      |      |      |      |      |      |      |      | 10   | 9    | 15   |      |      |      |      | 15   |
| TSG Vohwinkel                      | 3              | 10   | 7    | 14   |      |      |      |      |      |      |      |      |      |      |      |      |      |
| Rheydter SpV                       | 3              |      |      |      | 9    | 15   |      | 15   |      |      |      |      |      |      |      |      |      |
| TSV Marl-Hüls                      | 3              |      |      |      |      |      |      |      |      |      |      |      |      |      | 12   | 14   | 16   |
| SV Rhenania 05 Würselen            | 2              |      | 10   | 13   |      |      |      |      |      |      |      |      |      |      |      |      |      |
| VfR 04 Köln                        | 1              | 12   |      |      |      |      |      |      |      |      |      |      |      |      |      |      |      |
| VfL Witten                         | 1              | 13   |      |      |      |      |      |      |      |      |      |      |      |      |      |      |      |
| DSC Arminia Bielefeld              | 1              |      |      | 15   |      |      |      |      |      |      |      |      |      |      |      |      |      |
| Duisbourg FV 08                    | 1              |      |      | 16   |      |      |      |      |      |      |      |      |      |      |      |      |      |

Source: f-archiv.de 

### Meilleurs buteurs
| Saison    | Joueur                       | Club                                     | Buts | Remarques                                  |
| --------- | ---------------------------- | ---------------------------------------- | ---- | ------------------------------------------ |
| 1947-1948 | August Lentz                 | Borussia Dortmund                        | 22   |                                            |
| 1948-1949 | Alfred Preissler             | Borussia Dortmund                        | 25   |                                            |
| 1949-1950 | Alfred Preissler             | Borussia Dortmund                        | 24   |                                            |
| 1950-1951 | Klaus Kleina                 | FC Schalke 04                            | 24   |                                            |
| 1951-1952 | Karl Hetzel                  | Meidericher SV                           | 25   |                                            |
| 1952-1953 | Hans Schäfer                 | 1. FC Cologne                            | 26   |                                            |
| 1953-1954 | Hans Schäfer                 | 1. FC Cologne                            | 26   |                                            |
| 1954-1955 | Felix Gerritzen Heinz Lorenz | SC Preussen Münster SC Preußen Dellbrück | 23   |                                            |
| 1955-1956 | Alfred Niepieklo             | Borussia Dortmund                        | 24   |                                            |
| 1956-1957 | Alfred Kelbassa              | Borussia Dortmund                        | 30   |                                            |
| 1957-1958 | Alfred Kelbassa              | Borussia Dortmund                        | 24   |                                            |
| 1958-1959 | Gerhard Clement              | SC Westfalia Herne                       | 28   |                                            |
| 1959-1960 | Jürgen Schütz                | Borussia Dortmund                        | 31   | Record "Oberliga West" en une seule saison |
| 1960-1961 | Jürgen Schütz                | Borussia Dortmund                        | 27   |                                            |
| 1961-1962 | Manfred Rummel               | Schwarz-Weiss Essen                      | 26   |                                            |
| 1962-1963 | Jürgen Schütz                | Borussia Dortmund                        | 25   |                                            |

## Création de la Bundesliga
L'élection des clubs fondateurs de la Bundesliga se fait sur base d'une évaluation courant sur les 12 dernières saisons et, en cas d'égalité, sur d'autres critères à l'appréciation des cinq membres du comité de désignation.

### Classement de l'évaluation sur 12 ans
Les clubs dont le nom et le total de points apparaissent en lettres grasses ont été sélectionnés parmi les fondateurs de la Bundesliga.
| Candidats                 | Saisons                     | Saisons                     | Saisons                     | Saisons                     | Saisons                     | Saisons                     | Saisons                     | Saisons                      | Saisons                     | Saisons                     | Saisons                     | Saisons | Régularité | Points |
| Candidats                 | 51-52                       | 52-53                       | 53-54                       | 54-55                       | 55-56                       | 56-57                       | 57-58                       | 58-59                        | 59-60                       | 60-61                       | 61-62                       | 62-63   | Régularité | Points |
| ------------------------- | --------------------------- | --------------------------- | --------------------------- | --------------------------- | --------------------------- | --------------------------- | --------------------------- | ---------------------------- | --------------------------- | --------------------------- | --------------------------- | ------- | ---------- | ------ |
| 1. FC Cologne             | 5.                          | 2.3                         | 1.F2                        | 8.                          | 7.                          | 3.                          | 2.4                         | 2.2                          | 1.V                         | 1.3                         | 1. 3                        | 1.      | 12         | 466    |
|                           | 12                          | 19                          | 32                          | 9                           | 20                          | 28                          | 32                          | 36                           | 66                          | 52                          | 76                          | 48      | 36         | 466    |
| BV 09 Borussia Dortmund   | 4.                          | 1.2                         | 5.                          | 5.                          | 1.M                         | 1.M                         | 5.                          | 5.                           | 3.                          | 2.V                         | 8.                          | 2.      | 12         | 440    |
|                           | 13                          | 22                          | 12                          | 12                          | 60                          | 60                          | 24                          | 24                           | 42                          | 63                          | 27                          | 45      | 36         | 440    |
| FC Schalke 04             | 2.4                         | 6.                          | 3.                          | 6.F                         | 2.2                         | 4.                          | 1.M                         | 11.                          | 4.                          | 3.                          | 2.3                         | 6.      | 12         | 396    |
|                           | 17                          | 11                          | 14                          | 21                          | 36                          | 26                          | 60                          | 12                           | 39                          | 42                          | 49                          | 33      | 36         | 396    |
| Alemannia Aix-la-Chapelle | 3.                          | 5.F                         | 9.                          | 11.                         | 3.                          | 5.                          | 3.                          | 10.                          | 9.                          | 8.                          | 11.                         | 5.      | 12         | 285    |
|                           | 14                          | 22                          | 8                           | 6                           | 28                          | 24                          | 28                          | 14                           | 24                          | 27                          | 18                          | 36      | 36         | 285    |
| SC Preußen Münster        | 7.                          | 7.                          | 4.                          | 9.                          | 12.                         | 13.                         | 6.                          | 7.                           | 10.                         | 9.                          | 7.                          | 4.      | 12         | 251    |
|                           | 10                          | 10                          | 13                          | 8                           | 10                          | 8                           | 22                          | 20                           | 21                          | 24                          | 30                          | 39      | 36         | 251    |
| Meidericher SV            | 8.                          | 4.                          | 11.                         | 15                          | {\displaystyle \Downarrow } | 7.                          | 4.                          | 8.                           | 8.                          | 11.                         | 5.                          | 3.      | 11         | 250    |
|                           | 9                           | 13                          | 6                           | 2                           | 0                           | 20                          | 26                          | 18                           | 27                          | 18                          | 36                          | 42      | 33         | 250    |
| Fortuna Düsseldorf        | 12.                         | 9.                          | 10.                         | 7.                          | 6.                          | 6.F                         | 8.F                         | 3.                           | 15.                         | {\displaystyle \Downarrow } | 9.F                         | 13.     | 11         | 225    |
|                           | 5                           | 8                           | 7                           | 10                          | 22                          | 32                          | 28                          | 28                           | 6                           | 0                           | 34                          | 12      | 33         | 225    |
| SC Westfalia Herne        | {\displaystyle \Downarrow } | {\displaystyle \Downarrow } | {\displaystyle \Downarrow } | 13.                         | 13.                         | 11.                         | 12.                         | 1.3                          | 2.4                         | 5.                          | 6.                          | 14.     | 9          | 222    |
|                           | 0                           | 0                           | 0                           | 4                           | 8                           | 12                          | 10                          | 36                           | 47                          | 36                          | 33                          | 9       | 27         | 222    |
| SC Viktoria 04 Cologne    | 9.                          | 8.                          | 13.                         | 10.                         | 14.                         | 12.                         | 9.                          | 14.                          | 7.                          | 10.                         | 10.                         | 8.      | 12         | 201    |
|                           | 8                           | 9                           | 4                           | 7                           | 6                           | 10                          | 16                          | 6                            | 30                          | 21                          | 21                          | 27      | 36         | 201    |
| Schwarz-Weiss Essen       | 11.                         | 13.                         | 6.                          | 12.                         | 8.                          | 15.                         | {\displaystyle \Downarrow } | {\displaystyle \Downarrow }P | 16.                         | {\displaystyle \Downarrow } | 4.                          | 7.      | 9          | 167    |
|                           | 6                           | 4                           | 11                          | 5                           | 18                          | 4                           | 0                           | 20                           | 3                           | 0                           | 39                          | 30      | 27         | 167    |
| Borussia Mönchengladbach  | {\displaystyle \Downarrow } | 14.                         | 12.                         | 14.                         | 11.                         | 16.                         | {\displaystyle \Downarrow } | 13.                          | 14.P                        | 6.                          | 13.                         | 11.     | 10         | 155    |
|                           | 0                           | 3                           | 5                           | 3                           | 12                          | 2                           | 0                           | 8                            | 29                          | 33                          | 12                          | 16      | 30         | 155    |
| SC Rot-Weiss Oberhausen   | {\displaystyle \Downarrow } | {\displaystyle \Downarrow } | {\displaystyle \Downarrow } | {\displaystyle \Downarrow } | {\displaystyle \Downarrow } | {\displaystyle \Downarrow } | 11.                         | 12.                          | 13.                         | 4.                          | 3.                          | 10.     | 6          | 154    |
|                           | 0                           | 0                           | 0                           | 0                           | 0                           | 0                           | 12                          | 10                           | 12                          | 39                          | 42                          | 21      | 18         | 154    |
| Sportfreunde Hamborn 07   | 16.                         | {\displaystyle \Downarrow } | {\displaystyle \Downarrow } | {\displaystyle \Downarrow } | 16.                         | {\displaystyle \Downarrow } | 16.                         | {\displaystyle \Downarrow }  | 12.                         | 7.                          | 12.                         | 12.     | 7          | 101    |
|                           | 1                           | 0                           | 0                           | 0                           | 2                           | 0                           | 2                           | 0                            | 15                          | 30                          | 15                          | 15      | 21         | 101    |
| SV Bayer 04 Leverkusen    | 6.                          | 10.                         | 7.                          | 3.                          | 15.                         | {\displaystyle \Downarrow } | {\displaystyle \Downarrow } | {\displaystyle \Downarrow }  | {\displaystyle \Downarrow } | {\displaystyle \Downarrow } | {\displaystyle \Downarrow } | 9.      | 6          | 88     |
|                           | 11                          | 7                           | 10                          | 14                          | 4                           | 0                           | 0                           | 0                            | 0                           | 0                           | 0                           | 24      | 18         | 88     |
| Wuppertaler SV            | {\displaystyle \Downarrow } | {\displaystyle \Downarrow } | {\displaystyle \Downarrow } | {\displaystyle \Downarrow } | 10.                         | 9.                          | 15.                         | {\displaystyle \Downarrow }  | {\displaystyle \Downarrow } | {\displaystyle \Downarrow } | {\displaystyle \Downarrow } | 15.     | 4          | 52     |
|                           | 0                           | 0                           | 0                           | 0                           | 14                          | 16                          | 4                           | 0                            | 0                           | 0                           | 0                           | 6       | 12         | 52     |

| Légende                     | Légende                                                                   |
| --------------------------- | ------------------------------------------------------------------------- |
| Candidats                   | Liste des clubs candidats à l’élection pour la Bundesliga                 |
| Saisons                     | Liste des saisons concernées par la période d’évaluation                  |
| Régularité                  | Nombre de saisons passées en Oberliga.                                    |
| Points                      | Total des points accumulés durant la période d’évaluation.                |
| 1.                          | place obtenue en Oberliga pour la saison concernée.                       |
| X3, X4                      | place obtenue en phase finale du championnat lors de la saison concernée. |
| XTP                         | Élimination au Tour préliminaire de la phase finale du championnat        |
| XCh, XVC                    | Champion d’Allemagne de l’Ouest Vice-champion d’Allemagne de l’Ouest      |
| XP, XF                      | Vainqueur de la DFB-Pokal Finaliste de la DFB-Pokal                       |
| {\displaystyle \Downarrow } | se trouvait dans une ligue inférieure à l’Oberliga                        |

### Désignations et critiques
Dans la zone couverte par le Westdeutscher Fußball-und Leichtathletikverband (WFLV), les trois premiers clubs retenus ne souffrent pas de discussion (1. FC Cologne, Borussia Dortmund et FC Schalke 04). Le 1. FC Cologne et le Borussia Dortmund sont même les deux finalistes du phase finale 1963. Les deux autres places sont attribuées au SC Preußen Münster et au Meidericher SV.
L'Alemannia Aix-la-Chapelle, non sélectionné malgré sa quatrième place selon l’évaluation sur 12 saisons, est le club qui conteste le plus vivement la désignation des clubs de Bundesliga, mais ses réclamations restent vaines. Présent parmi les cinq membres du comité de nomination, Franz Kremer, président du 1. FC Cologne, est la principale cible des critiques des membres et supporters de l'Alemannia, qui estiment qu'il n'a pas défendu la candidature du Meidericher SV en considérant que la Bundesliga devait avoir une équipe de Basse-Rhénanie, donc affilié au Fußballverband Niederrhein (en français, fédération de football de Basse-Rhénanie), comme Franz Kremer le disait, mais parce qu'il aurait souhaité que le 1. FC Cologne soit le seul club représentant du Fußball-Verband Mittelrhein (en français, fédération de football de Rhénanie moyenne) dans la nouvelle ligue fédérale. Cependant, ces critiques oublient que le comité d'élection était composé de cinq personnes et que Kremer n'avait pas une voix plus prépondérante que les autres.